# ユニオン郡 (ニューメキシコ州)
ユニオン郡 (英: Union County) は、アメリカ合衆国ニューメキシコ州にある郡。人口は4,079人（2020年）、郡庁所在地はクレイトンである。

## 歴史
ユニオン郡は、1893年の準州の立法府に承認され、1894年1月1日に創設した。既存のニューメキシコの3つの郡の公民が、新しい郡を設立することを希望したことで結合したため、郡は「ユニオン」と名付けられた。1903年にはクワイ郡、1920年にはハーディング郡が新たに創設され、ユニオン郡は分割された。ひところユニオン郡の人口は20,000人を越え、多くの活気溢れる地域があった。

## 地理
総面積は9,922 km² (3,831 mi² )。陸地面積は9,920 km² (3,830 mi²)で、水面積は2 km² (1 mi²)で全体の0.02%である。

## 近接する郡
- ラスアニマス郡 (コロラド州) (北)
- バカ郡 (コロラド州) (北東)
- シマロン郡 (オクラホマ州) (東)
- ダラム郡 (テキサス州) (東)
- ハートリー郡 (テキサス州) (南東)
- クワイ郡 (ニューメキシコ州) (南)
- ハーディング郡 (ニューメキシコ州) (南)
- コルファクス郡 (ニューメキシコ州) (西)

## 人口統計
以下は2000年国勢調査における人口統計データである。
| 基礎データ - 人口: 4,174人 - 世帯数: 1,733世帯 - 家族数: 1,176家族 - 人口密度: 0/km² (1/mi²） - 住居数: 2,225軒 - 住居密度: 0/km² (1/mi²) 人種別人口構成 - 白人: 80.38% - ネイティブアメリカン: 0.96% - アジア人: 0.34% - 太平洋諸島系:0.12% - その他の人種: 16.00% - 混血(2人種間以上の): 2.20% - ヒスパニック・ラテン系: 35.10% 世帯と家族（対世帯数） - 全世帯数: 1,733世帯 - 18歳未満の子供がいる:31.10% - 結婚・同居している夫婦: 54.70% - 未婚・離婚・死別女性が世帯主: 9.10% - 非家族世帯: 32.10% - 単身世帯: 30.00% - 65歳以上の老人1人暮らし: 14.90% - 平均構成人数 - 世帯: 2.40人 - 家族: 2.99人 | 年齢別人口構成 - 18歳未満: 27.30% - 18-24歳: 6.30% - 25-44歳: 24.60% - 45-64歳: 24.10% - 65歳以上: 17.80% - 年齢の中央値: 40歳 - 性比（女性100人あたり男性の人口） - 総人口: 97.00人 - 18歳以上: 96.30人 収入と家計 - 収入の中央値 - 世帯: 28,080米ドル - 家族: 35,313米ドル - 性別 - 男性: 26,364米ドル - 女性: 18,711米ドル - 人口1人あたり収入: 14,700米ドル - 貧困線以下 - 対家族: 14.20% - 対人口: 18.10% - 18歳未満: 31.40% - 65歳以上: 8.30% |

## 主な市および町
- クレイトン（郡庁所在地）
- Des Moines
- Folsom
- Grenville